# Tyagaraja
 (décembre 2020).
Tyagaraja (4 mai 1767 - 6 janvier 1847), également connu sous le nom de Tyāgayya, est un compositeur renommé de musique carnatique, une forme de musique classique indienne. Il est prolifique et très influent dans le développement de la tradition de la musique classique indienne. Tyagaraja et ses contemporains, Shyama Shastri et Muthuswami Dikshitar, sont considérés comme la Trinité de la musique carnatique. Il compose des milliers de chansons de dévotion, la plupart en télougou et à la louange de Râma, dont beaucoup restent populaires de façon contemporaine. Ses cinq compositions appelées Pancharatna Kritis (en français : "cinq gemmes"), sont souvent chantées dans des programmes en son honneur.
Tyagaraja voit les règnes de quatre rois de la dynastie Marathe de Tanjore : Tulaja II (1763–1787), Amarasimha (1787–1798), Serfoji II (1798–1832) et Sivaji II (1832–1855), bien qu'il n'ait servi aucun d'eux.

## Vie personnelle et parcours
Tyāgarāja est né Kakarla Tyagabrahmam en 1767 dans une famille télougoue à Tiruvarur dans l'actuel district de Tiruvarur du Tamil Nadu,. Il existe une école de pensée dirigée par le musicologue BM Sundaram qui conteste cela et propose Tiruvaiyaru, dans l'actuel district de Thanjavur, comme lieu de naissance. Sa famille appartient à la tradition smarta et est du gotra Bharadvaja. Il est le troisième fils de ses parents, et Panchanada Brahmam et Panchapakesha Brahmam sont ses frères aînés. Il est nommé Tyagabrahmam/Tyagaraja après Tyagaraja (Shiva), la divinité présidant le temple de Thiruvarur, le lieu de sa naissance.
Il apprend à jouer la veena dans son enfance par sa grand-mère maternelle, Kalahastayya. Après sa mort, Tyagaraja trouve Naradeeyam, un livre de musique.
Tyagaraja meurt un jour de Pushya Bahula Panchami, le 6 janvier 1847, à l'âge de 79 ans. Sa dernière composition avant sa mort est Giripai Nelakonna (rāga Sahāna, Ādi tāḷam). Il est enterré au bord de la rivière Kaveri à Thiruvaiyaru.

## Carrière musicale

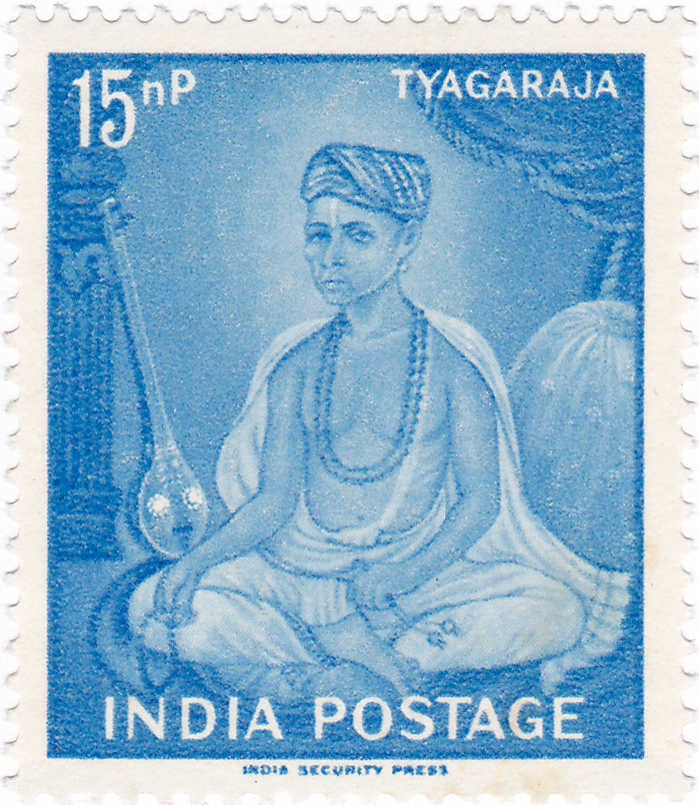
Tyagaraja sur un timbre indien de 1961.

Tyāgarāja commence sa formation musicale à un âge précoce sous Sonti Venkata Ramanayya, un érudit en musique, après que ce dernier ait entendu son chant et ait été impressionné par l'enfant prodige. Tyagaraja considère la musique comme un moyen d'expérimenter l'amour de Dieu. Ses compositions se sont concentrées sur l'expression plutôt que sur les aspects techniques de la musique classique. Il montré également un intérêt pour la composition de musique et, dans son adolescence, a composé sa première chanson, "Namo Namo Raghavayya", dans le râga Desika Todi. Ses compositions sont principalement de nature dévotionnelle (bhakti) ou philosophique. Ses chansons se présentent généralement soit dans un appel à sa divinité d'adoration (principalement Râma). Il compose également des krithis à la louange de Krishna, Shiva, Shakti, Ganesha, Muruga, Saraswati et Hanuman.
Sonti Venkataramanayya informe le roi de Thanjavur du génie de Tyagaraja. Il lui envoie une invitation, ainsi que de nombreux cadeaux, invitant Tyagaraja à se rendre à la cour royale. Il n'est cependant pas enclin à une carrière à la cour et rejette l'invitation. Il aurait composé le krithi Nidhi Chala Sukhama (నిధి చాల సుఖమా) (en français : "La richesse apporte-t-elle le bonheur?") à cette occasion,. Il passe la plupart de son temps à Tiruvaiyaru, bien qu'il existe des traces de ses pèlerinages à Tirumala et Kanchipuram. Quand il est à Kanchipuram, il y rencontre le sannyasin, érudit advaitin et abbé Upanishad Brahmayogin au Brahmendral Mutt à Kanchipuram.
Tyagaraja, qui était plongé dans sa dévotion à Rama et menait un mode de vie spartiate, ne prend aucune mesure pour codifier systématiquement sa vaste production musicale. Rangaramanuja Iyengar, un chercheur de premier plan sur la musique carnatique, dans son ouvrage Kriti Manimalai, décrit la situation qui prévalait au moment de la mort de Tyagaraja. Une grande partie de son œuvre musicale serait perdue. Habituellement, Tyagaraja chante ses compositions assis devant les manifestations de la divinité Rama, et ses disciples notent les détails de ses compositions sur des feuilles de palmier. Après sa mort, celles-ci restent entre les mains de ses disciples, puis des familles descendant des disciples. Il n'y a pas d'édition définitive des chansons de Tyagaraja[réf. nécessaire].
Les chansons qu'il compose en pur telougou sont très populaires en raison de la facilité avec laquelle elles peuvent être chantées. Des experts musicaux tels que Kancheepuram Nayana Pillai, Simizhi Sundaram Iyer et Veenai Dhanammal observent les possibilités d'innovation inhérentes à ses compositions et notent systématiquement les chansons dont ils disposent. Par la suite, des chercheurs comme KV Srinivasa Iyengar et Rangaramanuja Iyengar tentent de contacter divers enseignants et familles qui possédaient les manuscrits sur ôles. KV Srinivasa Iyengar présente Adi Sangita Ratnavali et Adi Tyagaraja Hridhayam en trois volumes. Rangaramanuja Iyengar publie Kriti Mani Malai en deux volumes[réf. nécessaire].
De plus, Musiri Subramania Iyer, le doyen de Bhava Sangitam, avait une vaste collection de livres dans sa bibliothèque. T.K. Govinda Rao, son disciple, diffuse un volume des chansons de Tyagaraja en anglais et devanagari. T.S. Parthasarathy, un spécialiste de Tyagaraja, publie le texte et la signification des chansons de Tyagaraja. Il existe également de nombreuses publications moins complètes en télougou.
Il reste environ 700 chansons sur les 24 000 chansons qu'il aurait composées. Cependant, les chercheurs sont sceptiques quant à des chiffres comme ceux-ci, car il n'y a aucune preuve biographique à l'appui de telles affirmations. En plus de près de 700 compositions (kritis), Tyagaraja compose deux pièces musicales en telougou, la Prahalada Bhakti Vijayam et la Nauka Charitam.Tyagaraja compose également un certain nombre de pièces de dévotion simples appropriées pour le chant choral.
Le critique musical indien du XXe siècle K.V. Ramachandran  écrit : «Tyagaraja est un interprète infatigable du passé ... mais si d'un œil il regarde en arrière, de l'autre il regarde aussi en avant. Comme Prajapati, il crée son propre média et adore son Rama non seulement avec des mots-bijoux nouvellement façonnés, mais aussi avec une musique-bijou nouvellement créée. C'est cette facette de Tyagaraja qui le distingue de ses illustres contemporains. "[réf. nécessaire] En d'autres termes, tandis que les contemporains de Tyagaraja sont principalement intéressés d'apporter au public la musique du passé, Tyagaraja lance de nouveaux concepts musicaux.

## Postérité
Tyagaraja Aradhana, un festival de musique commémoratif a lieu chaque année à Thiruvaiyaru dans les mois de janvier à février en l'honneur de Tyagaraja. Il s'agit d'un festival de musique d'une semaine où divers musiciens carnatiques du monde entier convergent vers son lieu de repos. Au Pushya Bahula Panchami, des milliers de personnes et des centaines de musiciens carnatiques chantent les cinq Pancharatna Kritis à l'unisson, avec l'accompagnement d'une grande banque d'accompagnateurs sur veenas, violons, flûtes, nadasvarams, mridangams et ghatams.
Un complexe sportif à New Delhi, Thyagaraj Sports Complex, porte son nom. Un cratère sur la planète Mercure est nommé d'après Tyagaraja en 1976.

## Culture populaire
Outre les références à ses œuvres, utilisant les kirtanas comme chansons, deux films sont réalisés sur sa vie. V. Nagaiah réaliseune épopée biographique sur Tyagaraja intitulée Tyagayya en 1946, qui est toujours considérée comme un chef-d'œuvre du cinéma telugu. En 1981, Bapu-Ramana réalise Tyagayya avec J.V. Somayajulu dans le rôle principal. Une autre tentative est faite par Singeetam Srinivasa Rao pour illustrer la vie de Tyagaraja.

## Compositions
Le terme Pancharatna en sanskrit signifie « cinq joyaux » : les Pancharatnas sont connus comme les cinq plus beaux joyaux de la musique carnatique. Un texte stable est transmis par les premiers musiciens jusqu'à de nos jours.
L'édition de Veenai Sundaram Iyer est la plus détaillée et la plus complète.